# 데이비드 시모어
데이비드 시모어(영어: David Seymour, 폴란드어: David Szymin 다비드 시민[*], 1911년 11월 20일~1956년 11월 10일)는 폴란드의 사진가이자 사진 기자였다.
1911년 폴란드 바르샤바에서 유태인으로 태어나 파리에서 공부하고 있을 때 사진에 흥미를 가지기 시작했고 1933년 프리랜서 사진작가로 활동을 시작했다.
스페인 내전, 체코슬로바키아와 다른 유럽의 사건의 취재가 그의 명성을 알렸는데 그는 사람들, 특히 아이들에 대한 감동적인 사진을 촬영한 사진작가로 알려져 있었다.
1939년 제2차 세계대전이 발발 했을 때 스페인 피난민들의 멕시코까지의 여행을 기록 했고 1940년 그는 미군에 사진병으로 입대했으나 그의 부모는 나치에 의해 살해당했다.
1942년 미국에 귀화하였고 전쟁 후에는 유네스코 소속으로 유럽의 피난민 아이들의 생활을 사진으로 기록했다. 피난민 아이들의 사진을 기록했던 그는 할리우드 스타들의 사진을 찍은 뒤 명성은 더 높아졌다.
1947년 앙리 카르티에 브레송, 로버트 카파 등과 함께 매그넘 포토스라는 사진 통신사를 만들었고 1954년 로버트 카파가 죽은 후에 매그넘 회장직을 지냈다.
1956년 11월 10일 수에즈 전쟁 촬영 중 이집트군이 발사한 기관총에 맞아 죽었다.